# Waya
Pour les articles homonymes, voir Waya (homonymie).
Waya est une île située dans l'archipel Yasawa dans la Division occidentale des Fidji. À proximité se trouve l'île de  Waya Sewa, ou « Petite Waya » en fidjien.

## Annexe